# 유관순 (1966년 영화)
"유관순"은 한국에서 제작된 윤봉춘 감독의 1966년 드라마 영화이다. 엄앵란 등이 주연으로 출연하였고 김태현 등이 제작에 참여하였다.

## 출연

### 주연
- 엄앵란
- 김석훈
- 최남현

## 기타
- 조명: 이범근
- 미술: 홍성칠